# Die ewige Maske
Die ewige Maske ist ein österreichisch-schweizerisches Filmdrama aus dem Jahre 1935 von Werner Hochbaum mit Peter Petersen und Mathias Wieman in den Hauptrollen.

## Handlung
Professor Tscherko, Chefarzt eines Basler Krankenhauses, hat ein gewaltiges Problem. In seiner Klinik häufen sich die Fälle von Meningitis (Hirnhautentzündung), sodass man mittlerweile von einer regelrechten Epidemie sprechen kann. Immer mehr Patienten sterben an dieser lebensgefährlichen Krankheit. Tscherkos junger Kollege Dr. Dumartin arbeitet fieberhaft an einem Gegenmittel. Als er das Serum an dem Patienten Adam Negar, den man seitens der Klinikleitung längst aufgegeben hat, ausprobieren will, erhält Dumartin von Prof. Tscherko mehrfach eine Abfuhr. Die Begründung: Es gäbe keinerlei Erfahrungen, auch nicht im Selbstversuch, mit dem Mittel. Als Dr. Dumartin gegen den Willen seines Vorgesetzten sein Gegenmittel an Negar dennoch ausprobiert, erholt sich der Patient vorübergehend. Doch plötzlich leidet dieser an Atemnot und stirbt schließlich an unbekannten Folgen der Medikation, wie vermutet wird.
Negars Witwe, der Dumartin die Heilung ihres Mannes versprochen hat, ist außer sich und beschuldigt den Arzt in ihrer Verzweiflung und unbändiger Trauer des Mordes. Der Fall Negar wird sofort von der Presse aufgegriffen und zu einem Skandalon hochgepusht. Man beschuldigt die Klinik, unverantwortliche Experimente an ihren Patienten vorzunehmen. Zutiefst geschockt von den Folgen seiner Tat, irrt Dr. Dumartin durch die Straßen der Stadt und verfällt einer ausgewachsenen Depression. Schließlich vernichtet er die Unterlagen seiner Forschungen, in dem er sie in den Fluss wirft, und springt selbst hinterher, um sich das Leben zu nehmen. Doch der Selbstmordversuch misslingt, Dumartin wird von Zeugen des Vorfalls aus dem Nass herausgefischt.
Seine Persönlichkeit hat dadurch schweren Schaden genommen, und Dumartin beginnt, an Schizophrenie und Halluzinationen zu leiden. Professor Tscherkos Nachforschungen bezüglich des Todesfalls Negar ergeben, dass nicht das Dumartins Serum dafür verantwortlich zu machen ist, dass der Patient plötzlich verstarb. Vielmehr wird eine Embolie als Ursache für Negars Ableben konstatiert. Dank dieser Erkenntnisse beginnen Dumartins Forschungsergebnisse wieder große Bedeutung zu gewinnen. Doch dessen Unterlagen sind zerstört, und der junge Arzt scheint sich seit seinem Suizidversuch in geistiger Umnachtung zu befinden. Mit der Hilfe der Witwe Negars und einem Trick des psychoanalytisch versierten Kollegen Dr. Wendt, in dessen Mittelpunkt eine Maske steht, mit der sich Dr. Dumartin selbst begegnet, lässt sich Dumartin in die Realität zurückholen. Wieder genesen, kann er seine Forschungen abschließen und zahlreiche Meningitis-Patienten heilen.

## Produktionsnotizen
Die ewige Maske entstand ab dem 19. Februar 1935 bis April desselben Jahres in den Rosenhügel-Filmstudios der Tobis-Sascha-Filmindustrie. Die Uraufführung fand am 26. August 1935 in Venedig anlässlich der Biennale statt. Dort erhielt Die ewige Maske die Medaille der Schauspieler-Gesellschaft für die „beste psychologische Studie“. Die österreichische Erstaufführung war vier Tage darauf in mehreren Kinos Wiens. 
In der Schweiz, dem zweiten coproduzierenden Land, lief Die ewige Maske  am 18. September 1935 in Zürich an.
Der Berner Rechtsanwalt und spätere Filmproduzent Ernst Oskar Schmid, der in seiner Heimatstadt die Filmproduktionsfirma "Thekla-Film" gegründet hatte, war für die Schweizer Produktion verantwortlich. Seine Frau die Schauspielerin Thekla Ahrens (* 1906) spielte die Rolle der Schwester Anna und Leo Lapaire die Rolle des Leutnant Dumartin.
In Deutschland konnte man Hochbaums Film zunächst ab dem 8. Januar 1936 in Dresden sehen, die Berliner Erstaufführung war am 3. März 1936. Ein Jugendverbot wurde erlassen. Am 12. Januar 1937 war der Film auch erstmals in den USA zu sehen, wo er unter dem Titel The Eternal Mask lief. Zehn Jahre später wurde der Film in Österreich erneut in die Kinos gebracht.
Die umfangreichen Filmbauten wurden von Hans Jacoby entworfen; es wurde, wie Kay Weniger schreibt, Jacobys „künstlerisch bedeutendste und quantitativ umfassendste Arbeit.“ Dieser „schuf u. a. einen 30 Meter breiten Wasserlauf, einen kompletten Krankenhausblock sowie ein raffiniert beleuchtetes, unheimliches Gängelabyrinth … mit der er an die ästhetische Formensprache des (in Hitler-Deutschland inzwischen verfemten) expressionistischen Kinos anknüpfte.“ Herbert Janeczka war für den Ton zuständig. Als medizinischer Beirat wurde der Psychotherapeut und Schriftsteller Kurt Gauger, der auch am Drehbuch mitarbeitete, verpflichtet. Es tanzen Tänzerinnen vom Wiener Staatsopernballett und der Tanzschule Hellerau. Gespielt werden zwei Lieder: Un jour d‘amour rempli d‘émoi und Waltz mystic, erschienen im Verlag Ludwig Doblinger (Bernhard Herzmansky) Wien-Leipzig-Berlin.

## Kritiken
Der Film wurde in deutschsprachigen Presseerzeugnissen aber auch im fremdsprachigen Ausland überwiegend gut besprochen. Nachfolgend einige Beispiele aus über fünf Jahrzehnten:
In der Österreichischen Film-Zeitung vom 6. September 1935 ist über Die ewige Maske auf Seite 2 zu lesen: "„Die ewige Maske“ wagt sich auf ein Stoffgebiet vor, das nicht zu dem gewohnten Themenkreis des Films gehört. Der Autor Leo Lapaire hat zusammen mit dem Regisseur Werner Hochbaum den Versuch gemacht, die Zwangsvorstellungen und Traumphantasien eines an Bewußtseinsspaltung Leidenden im Film sichtbar zu machen. Sie haben es verstanden, diesen Phantasien etwas Unheimliches, Traumhaftes und zugleich doch Plastisches zu geben, so daß der Versuch als durchaus gelungen und für das Publikum verständlich bezeichnet werden muß. … Matthias Wieman hat als Hauptdarsteller des Films eine Leistung von besonderer Eindringlichkeit geschaffen, Peter Petersen zeichnet den Professor in äußerst charakteristischer Weise."
Paimann’s Filmlisten konstatiert: „Visionäre Bildfolgen, die nicht Selbstzweck werden, im Rahmen einer realen, gemeinverständlichen Handlung mit, von stummen Szenen unterbrochenem, prägnanten Dialog. Die Regie verquickt ihn geschickt mit unaufdringlicher Unterhaltungsmusik (Profes), führt das, von Wiemanns eindrucksvoller Leistung beherrschte Ensemble sorgfältig. Aparte Aufmachung, Bild- und Tontechnik. Trotz aller gegen Problemfilme bestehender Bedenken, welche hinsichtlich einfacherer Besucherkreise auch hier nicht von der Hand zu weisen, qualitativ doch über dem Durchschnitt“.
Die Neue Freie Presse resümierte: "Der Millionenfilm „Die ewige Maske“, der in Wien geschaffen wurde, ist das Werk einiger, neue Wege suchender Künstler. Es ist einer der seltenen Fälle, daß Werk und Schöpfer sich vollständig decken. Ungewöhnlich ist auch die Tatsache, daß sich kunstbegeisterte Finanziers fanden, die für die Herstellung eines solchen abwegigen Films gewaltige Mittel zur Verfügung stellten."

„Der inhaltlich von der Psychoanalyse, formal vom Expressionismus beeinflußte Film brachte dem zur deutschen Avantgarde gerechneten Regisseur Werner Hochbaum das Mißtrauen des NS-Regimes, aber internationale Anerkennung ein.“

„DREI UNTEROFFIZIERE wie auch der in schweiz-österreichischer Co-Produktion entstandene DIE EWIGE MASKE  sind, erstaunlich genug, Proteste Hochbaums gegen die Einverleibung von Jugend durch die Erwachsenenwelt. Der junge Arzt in DIE EWIGE MASKE muß ‚schuldig‘ werden, um als Erwachsener zu gelten. Die überdeutlich ins Bild geholten Symbole des Roten Kreuzes in DIE EWIGE MASKE, des Hakenkreuzes in DREI UNTEROFFIZIERE stehen für die Konsumtion von jungen  Menschen durch die Institutionen (Medizin, Militär), gegen die Hochbaum einen -- damals nicht bemerkten -- radikalen Vorbehalt anmeldet.“

„Mr. Lapaire's psychology is sound, and Werner Hochbaum, its director; Oscar Schnirch, its photographer, and Hans Jakoby, its art director, have collaborated perfectly in fusing the real and unreal elements of the drama into a coherent and completely engrossing motion picture. The modern score by Anton Profes, played by the Vienna Philharmonic Society, is the most eloquent accompaniment imaginable, and the performances are uniformly admirable. Special mention must, of course, go to that splendid German actor, Mathias Wieman, for his brilliant handling of the Dumartin rôle, and to Peter Peterson for the gruff Professor Tscherko.“